# Nouvel Âge (journal)
Nouvel Âge est un quotidien, paraissant dans l'entre deux guerres, dit « de culture et d'organisation pour l'édification d'une économie distributive dans un mode sans guerre et sans classes par la Commune et la liberté humaine ».
Fondé, en 1930, par Henry Poulaille, repris et dirigé par Georges Valois, Nouvel Âge cessa de paraître au début de la Seconde Guerre mondiale.

## Objectif
Nouvel Âge est réalisé par une équipe militante d’économistes et d’organisateurs élaborant des doctrines philosophiques, sociales, économiques et juridiques pour le renouvellement du socialisme, « sans technocratie, sans étatisme, par, dans et pour la liberté ».

## L’équipe du Nouvel Âge, en 1938
| Responsables - Gustave Rodrigues - Georges Valois | Collaborateurs - Edouard Berth - Henri Corsaut | - S. Darsigue - Maurice Leblanc - Régis Messac (page culturelle) | - Georges le Myre - Jacques Rennes |